# Шведско-новгородские войны
Шве́дско-новгоро́дские во́йны — серия военных конфликтов между Новгородской республикой и Швецией за контроль над северным побережьем Финского залива и Ижорской землёй — важными для Ганзейского союза областями, лежащими на торговом пути между Северной Европой и Византией. Со стороны Швеции эти конфликты имели религиозный подтекст, хотя сведения об официально изданных до XIV века буллах Римских пап, объявляющих начало крестовых походов, отсутствуют.

## Первые столкновения
Шведские викинги в своей экспансии двигались преимущественно на восток. Они контролировали реку Неву и занимались торговлей в Ладоге. С момента крещения Руси в 988 году отношения между Новгородом и шведами, ещё язычниками, но уже объектом христианизации со стороны католической церкви, стали ухудшаться.
В 997 году Эйрик, сын Хакона Могучего, организовал военный поход на Ладогу и разрушил её, а в 1015 году нападение совершил его брат Свейн. После женитьбы Ярослава Мудрого на дочери шведского короля Ингегерде в 1019 году конфликт был урегулирован, Ладога была передана в качестве приданого. Она управлялась ярлом Регнвальдом Ульвсоном — отцом шведского короля Стенкиля. Внучка Стенкиля Христина в 1095 году вышла замуж за Мстислава I Владимировича.

## Возобновление конфликтов

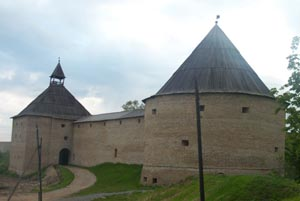
Староладожская крепость построена из камня в XII веке и перестроена в XV—XVI веках

В 1132 году Мстислав I Владимирович умер. В 1136 году Новгород отложился от Киевской Руси и в Новгородской земле установилось республиканское правление.
Сохранилось мало документов, свидетельствующих о взаимоотношениях шведов и новгородцев. Однако из сохранившегося ясно, что между новообразовавшейся республикой и Швецией вскоре начались военные конфликты. Так, согласно первой Новгородской летописи, шведские войска в 1142 году атаковали в районе Балтийского моря новгородский купеческий караван в составе трёх ладей, следовавший в Новгород, убив 150 новгородцев. При этом нападавшие сами потеряли три шнеки и 150 человек. Это первый зафиксированный летописью случай военного столкновения между Швецией и Новгородом. В 1164 году уже мощный шведский флот достиг Ладоги. Он был наголову разбит (потерял 43 судна) в битве на реке Воронежке подошедшими из Новгорода войсками под руководством князя Святослава Ростиславича и посадника Захария.
Утверждается, что новгородцы и их союзники карелы организовывали пиратские набеги на шведские земли в течение XII века. По легенде, во время одного из таких набегов 1187 года на шведский город Сигтуна они переправили в Новгород Сигтунские врата, которые были установлены в Софийском соборе в качестве военного трофея. Однако точных сведений о разрушении города нет. Шведские источники называют налётчиков «язычниками», новгородские источники вовсе не упоминают об этом событии.
В ответ на это в 1188 году варяги совершили нападения на новгородцев на Скандинавском берегу, а немцы — на Готланде, что заставило новгородцев временно прекратить морскую торговлю.
По легенде, в 1191 году новгородцы совместно с карелами совершили морской поход в Финляндию против шведов. Во время похода был занят Або. В шведских хрониках и в новгородских летописях об этом нет упоминаний, имя Åbo впервые упоминается лишь в 1270 году.
Череде такого рода столкновений положил конец договор 1195 года между Новгородом, немцами и шведами. Он обеспечивал свободное посещение этих стран новгородцами на тех же условиях, которые существовали для приезжавших в Новгород немцев и жителей Готланда.
В шведских источниках есть утверждение, что ярл Йон 9 лет вёл борьбу с Новгородом и Ингрией в конце XII века. Упоминания об этом в русских источниках отсутствуют.

## События в Финляндии

### Второй шведский крестовый поход
Помимо Ладоги интересы Новгорода и Швеции пересеклись в Финляндии, на которую русские войска регулярно организовывали походы с XI века. Нападение зимой 1226—1227 года привело к тяжёлым потерям с финской стороны. Ответное нападение финнов на Ладогу в 1228 году закончилось поражением.
Борьба шведов за восточное побережье Финского залива вновь развернулась, когда русские земли оказались разорены набегами монголов. Папа Григорий IX инициировал против обессиленной Руси большой крестовый поход ливонских рыцарей и датско-шведских феодалов.
Летом 1240 г. шведское войско во главе с Ярлом Биргером высадилось на берег Невы близ устья Ижоры. Предполагалось начать отсюда наступление в глубь новгородских земель и занять Ладогу. Осуществлению этих планов помешала хорошо организованная охрана русских берегов. Получив от дозора известие о высадке шведского военного отряда, новгородский князь Александр Ярославич незамедлительно вышел в поход со своей дружиной и новгородским ополчением и врасплох напал на шведский лагерь. Не довольствуясь разгромом лагеря, новгородцы напали на шведские корабли, стоявшие у берега, и уничтожили многие из них. В историю России это сражение вошло под названием Невская битва.
После поражения от русской армии шведы начали военные действия против финского племени емь, покорив их в 1249—1250 годах. 7 лет спустя новгородцы опять опустошили Финляндию, подконтрольную шведам.

### Третий шведский крестовый поход

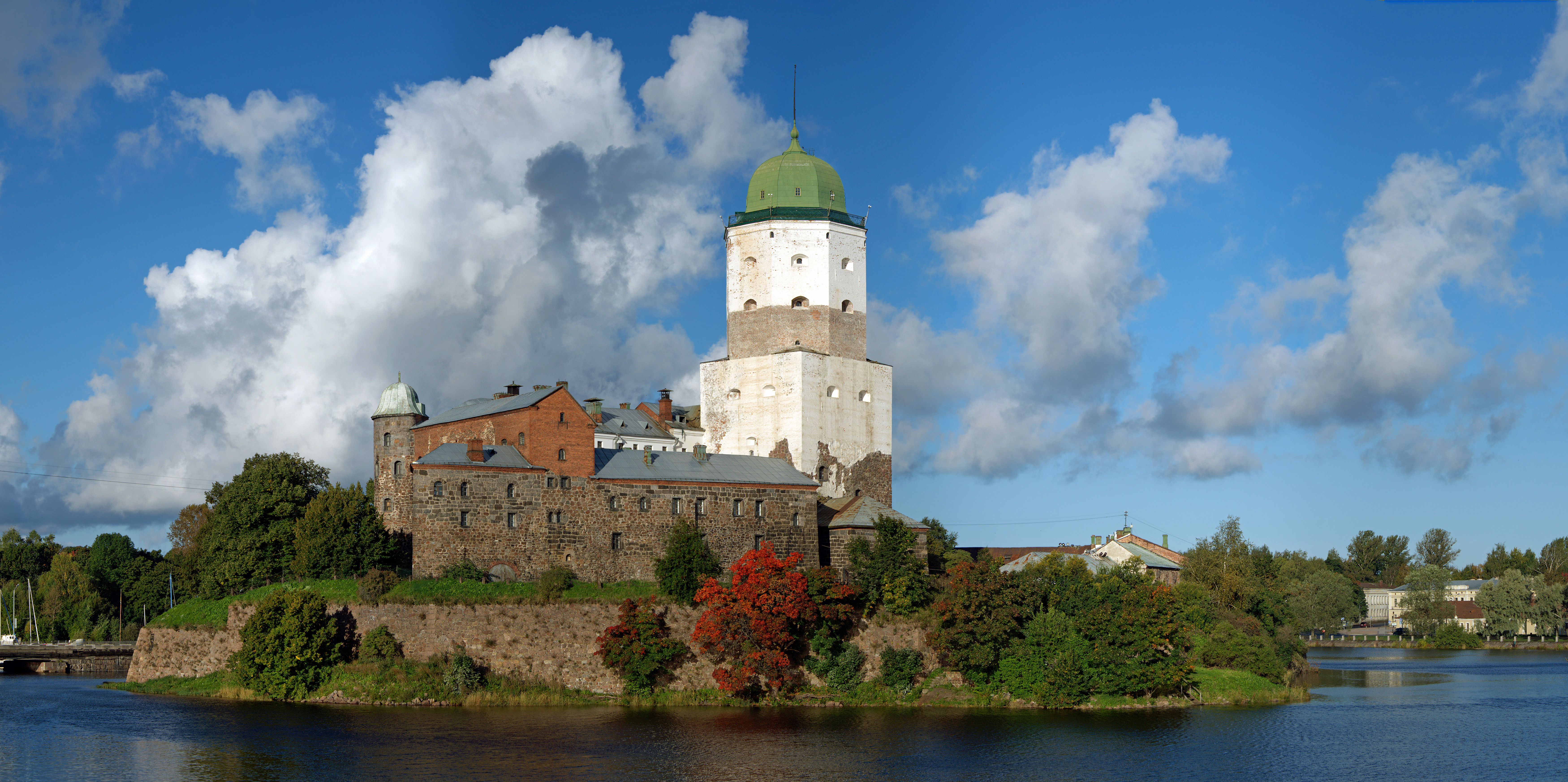
Выборгский замок, основанный Швецией в 1293 году

В 1283 году шведы, пройдя через Неву, совершили набег на новгородские земли, но на обратном пути были перехвачены новгородцами на реке Неве. 
В 1284 году шведский флот под начальством воеводы Трунда прошёл в Ладожское озеро для сбора дани с подвластных Новгороду карелов. Новгородцы во главе с посадником Семёном дождались возвращения шведов в устье Невы, напали на них и уничтожили большую часть шведских кораблей.
В 1293 году Швеция захватила Западную Карелию и построила на захваченной территории Выборгский замок, а несколько позже — крепость Кексгольм. Эта экспедиция получила название третий шведский крестовый поход. В том же году новгородцы разрушили крепость Кексгольм и осадили Выборгский замок, но неудачно.

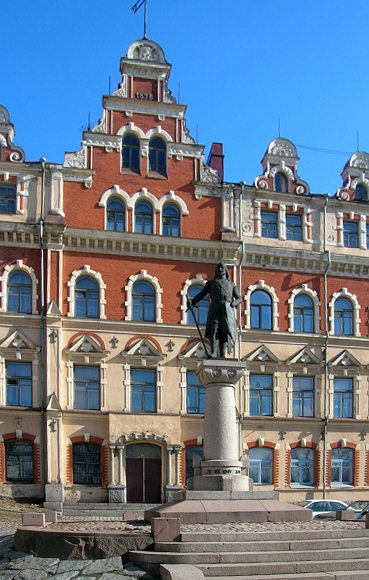
Памятник Кнутссону в Выборге, основателем которого он считается

В 1300 году шведы под предводительством Торкеля Кнутссона высадились в месте впадения Охты в Неву, основав здесь постоянную крепость Ландскрона (в русских летописях «Венец земли»). Это была очень мощная крепость. Русский отряд пытался воспрепятствовать строительству. С целью уничтожения шведских кораблей русские пустили по течению реки Охты горящие плоты из бревен, но шведы успели перегородить реку бревном. Штурм крепости не имел успеха и русский отряд отошёл. Осенью основные силы шведов отправились домой оставив в крепости гарнизон в 300 человек. Весной 1301 года суздальско-новгородское войско под предводительством великого князя Андрея Александровича осадило крепость. Шведы были ослаблены цингой и голодом и не могли долго сопротивляться. 18 мая 1301 года новгородцы ворвались в крепость, перебили её гарнизон, сожгли и разорили укрепления.
С начала XIV века напряжённость усилилась, обе державы находились в состоянии постоянной войны. В 1310 году новгородцы предприняли поход для восстановления городка на реке Узъерва (Вуокса), впадающей в Ладожское озеро. На месте старых укреплений был построен новый город Корела, ставший опорным пунктом новгородцев в этом районе. В ответ шведский флот приплыл к Ладоге и сжёг её. В 1311 году новгородцы под начальством князя Дмитрия Романовича предприняли морскую экспедицию через Финский залив на побережье Финляндии. В результате успешных действий новгородцы овладели районом Борго — Тавасгус и захватили огромную добычу.
Три года спустя недовольство карелов властью Новгорода вылилось в открытый бунт, русские правители были убиты, Карелия запросила помощь у Швеции. После нескольких месяцев противостоянии Карелия снова была подчинена Новгородом.
В 1318 году новгородцы напали на Або в юго-западной Финляндии. Город и собор, а также епископский замок Куусисто были сожжены. В 1323 году войско под предводительством князя Юрия вновь осадило Выборг, стояло под стенами замка целый месяц, но не смогло взять его несмотря на применение камнемётных машин. В том же 1323 году новгородцы основали Орешек — важную крепость, контролировавшую Неву у её истоков из Ладожского озера.
Несмотря на длительные боевые действия, положение сторон с конца XIII века не изменилось. Неудачи последних походов показывали бесперспективность дальнейших столкновений. И Русь, и Швецию раздирали серьёзные внутренние конфликты. Ганза, нёсшая убытки от боевых действий, оказывала давление на обе стороны, требуя прекращения войны. В результате 12 августа 1323 года между Россией и Швецией был заключён Ореховский мирный договор на условиях компромисса.
Договор был заключен на Ореховом острове во вновь построенной русской крепости Орешек. С русской стороны присутствовал великий князь Юрий Данилович, а непосредственно от новгородцев посадник Варфоломей Юрьевич и тысяцкий Аврам. Юрий Данилович был назван в договоре великим князем (rex magnus, mukle konungher), а шведский король Магнус просто князем (rex, konungher). Договор зафиксировал существующее положение вещей, признавая за шведами и русскими фактически занимаемые ими земли. Это был единственный договор Новгородской республики, заключенный непосредственно великим князем. Ореховский мирный договор был первым мирным соглашением между Россией и Швецией, определившим все последующие мирные договоры вплоть до Тявзинского мирного договора.

### Ореховский мир

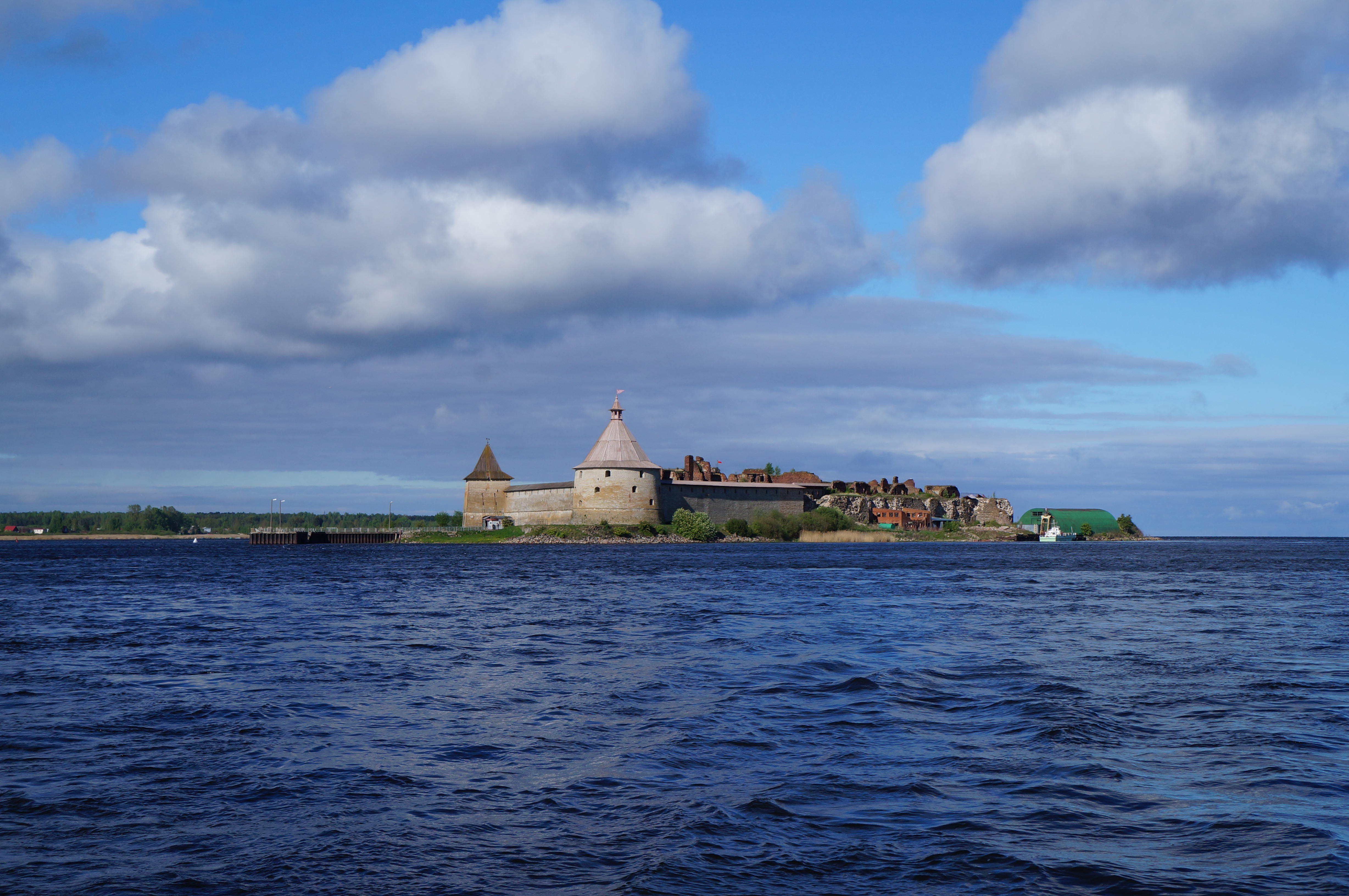
Орешек — одна из крепостей, построенная Новгородом для сдерживания шведской экспансии

Ореховский мир был первым мирным договором, заключённым между Новгородом и Швецией (12 августа 1323 года). Позже был заключён договор между Новгородом и Норвегией. Соглашения оговаривали установление «вечного мира» в регионе, но в итоге оказались лишь временной полумерой.
Не позднее 1328 года Швеция подталкивала к захвату власти жителей восточной части Карельского перешейка, который по условиям договора принадлежал Новгороду. Когда в 1337 году карелы восстали против Новгорода, шведский король Магнус Эрикссон послал войска для поддержки восставших. Им удалось ненадолго захватить крепость Корелу. В следующем году Новгород осадил Выборг, но вскоре было заключено перемирие.
После 10 лет мира Магнус Эрикссон решил возобновить конфликт и потребовал от Новгорода признать власть папы римского. Согласно первой и четвёртой Новгородских летописей король потребовал, чтобы новгородцы приняли участие в дебатах с его «философами» (католическими теологами) и установлению той религии, чей представитель одержал бы верх в споре. Новгородский архиепископ Василий, посовещавшись с посадником и другими знатными людьми города, ответил: «Если хотите знать, какая вера лучше: ваша или наша, пошлите за этим к патриарху — мы приняли веру от греков». Получив такой ответ, король в 1348 году высадил десант на Березовом острове, а в августе того же года овладевает городом Ореховцом. Но осенью новгородцы скрытно прошли на судах по реке Волхов в Ладожское озеро и, внезапно напав на стоявший у Орешка шведский флот, разбили его. В феврале следующего года Орешек был освобождён новгородским войском, а на месте Ландскроны русские основали крепость Канцы.
В 1350 году король предпринял ещё одну безрезультатную попытку нападения. В том же году в северной Европе распространилась «Чёрная смерть», положившая конец военным действиям.

## Дальнейшее развитие конфликта
Впоследствии столкновения носили случайный характер, так как Новгород во многом лишился возможностей для защиты своих интересов на севере. Попытки Швеции установить контроль над Ботническим заливом вынудили Новгород в 1370-х годах начать строительство замка около дельты реки Оулуйоки. Швеция ответила основанием своего замка поблизости. Новгород напал на замок в 1377 году, но не смог его взять. В следующем году римский папа Георгий XI вмешался в конфликт и издал буллу о начале Крестового похода против Новгорода. Вскоре после этого русским пришлось оставить западное побережье Финляндии.
Военные столкновения между сторонами возобновлялись в 1392 и в 1411 годах. Однако Швеция к тому времени стала членом Кальмарской унии и была поглощена борьбой скандинавских стран в течение всего XV века. Последний конфликт имел место в 1445 году, за несколько десятилетий до включения Новгорода в состав Московского княжества. Переход Новгорода не привёл к установлению мира, конфликт продолжался уже между Россией и Швецией до начала XIX века.